# Пази шта радиш (Матуранти)
Пази шта радиш је југословенски филм из 1984. године, који је режирао Милан Јелић.

## Радња
Последњи школски дани једне генерације матураната. Треба рећи збогом једном делу живота, растати се са друговима, а ту су и неизвесност, наде, планови, жарке љубави „за цео живот“, и родитељи са својим амбицијама, а све би било непотпуно да нема професора који лагано губе своју неприкосновеност. Матурантско вече је централно место озбиљно смешних збивања у која западају и слављеници и родитељи и професори.

## Улоге
| Глумац                   | Улога                                                |
| ------------------------ | ---------------------------------------------------- |
| Оливера Јежина           | Мирјана                                              |
| Владан Савић             | Никола                                               |
| Маја Сабљић              | Јелена                                               |
| Маро Браило              | Љуба                                                 |
| Драгомир Бојанић Гидра   | Недељковић, Мирјанин отац и председник кућног савета |
| Љубиша Самарџић          | Плавшић, професор музичког                           |
| Милан Штрљић             | Николић, професор књижевности                        |
| Воја Брајовић            | директор школе                                       |
| Велимир Бата Живојиновић | просветни инспектор и члан жирија                    |
| Олга Ивановић            | гђа. Срзентић, професорка биологије                  |
| Милена Зупанчић          | професорка француског                                |
| Ташко Начић              | Љубин отац                                           |
| Радмила Савићевић        | Љубина мајка                                         |
| Љиљана Контић            | Јеленина мајка                                       |
| Олга Спиридоновић        | Николина мајка                                       |
| Љуба Мољац               | конобар                                              |
| Владан Живковић          | шеф сале                                             |
| Минимакс                 | као гост                                             |
| Драган М. Николић        | Звонко, ученик                                       |

Остале улоге  ▼
| Глумац                  | Улога             |
| ----------------------- | ----------------- |
| Тања Јовановић          |                   |
| Милан Босиљчић Бели     |                   |
| Љубомир Ћипранић        | рођак са села     |
| Дивна Ђоковић           | комшиница         |
| Миња Стевовић           |                   |
| Љиљана Јанковић         | комшиница Марић   |
| Ивана Марковић          | госпођица Волф    |
| Војислав Мићовић        |                   |
| Младен Недељковић Млађа | шанкер у хотелу   |
| Мирослава Николић       |                   |
| Ванеса Ојданић          | собарица          |
| Бранко Петковић         |                   |
| Ратко Танкосић          |                   |
| Владимир Јорга          | карате инструктор |
| Синиша Ћопић            |                   |